# Видимость неподобающего поведения
Видимость неподобающего поведения (англ. appearance of impropriety) — в судебной практике США ситуация, в которой поведение лица, облечённого доверием, кажется непредвзятому наблюдателю неэтичным, даже если ничего неподобающего в реальности не происходит. Например, если судья собирает деньги в фонд помощи коллеге и при этом складывает полученные наличные в свой собственный бумажник, то создаётся ощущение нарушения доверия жертвующих деньги — «смешивания денег» и видимость неподобающего поведения; при этом неважно, что на самом деле судья в конце дня вынимает полученные деньги из бумажника и далее хранит их отдельно от собственных. Избежание видимости неэтичного поведения — это крайне высокое этическое требование; оценки его практичности разнятся: от «мусорного стандарта», по словам известного американского юриста Дж. Хазарда, до предложений по применению в более требовательных к этике областях бизнеса (в некоммерческих организациях).

## В юридической практике
Для судебной системы видимость справедливости не менее важна, чем факт справедливого разбирательства. Потому общество сегодня предъявляет повышенные этические требования к судьям (а также прокурорам и адвокатам).

### Для адвокатов
Формальные правила для адвокатов о соблюдении этических стандартов были введены в отдельных штатах США с 1870-х годов, первый моральный кодекс для юристов появился там в 1887 году. К 1928 году кодекс Американской ассоциации юристов включал 47 требований («канонов»), но в редакции 1967 года их количество было уменьшено до 9. В явной форме видимость неподобающего поведения была запрещена в этой новой редакции в каноне 9, но при написании его текста составители опирались на формулировки старых вариантов канонов 29 и 32. Судебные прецеденты в США и до этого включали отвод адвокатов с библейской формулировкой о «видимости зла» в ситуациях, когда ничего противозаконного на самом деле не происходило.
Канон 9 интерпретировался судами с позиции обыкновенного человека. Поскольку чёткой границы между этичным и неэтичным поведением не существует, иногда вполне корректное поведение может показаться неспециалисту конфликтом интересов, и в такой ситуации Р. Аронсон (англ. Robert H. Aronson) советует: «если сомневаешься — не делай». В практике американских судов встречались широкие применения канона: например, при потенциальном конфликте интересов суды решали, что в такой ситуации клиент испугается, что адвокат не сможет сохранить его секреты — чего требует от юриста канон 4 — и отводили адвоката по 9-му канону несмотря на то, что разглашения секретов не происходило. Более узкое применение другими судами требовало, чтобы существовала разумная вероятность того, что какое-то конкретное нарушение может произойти. Некоторые суды вообще отказывались отводить адвокатов на основе аргументов, апеллирующих исключительно к 9-му канону.
Разногласия судей и возражения юристов-учёных привели к тому, что видимость неподобающего поведения была исключена из типового морального кодекса (англ. Model Rules of Professional Conduct) в 1983 году, несмотря на это, суды продолжали применять этот стандарт, особенно в ситуациях, когда адвокаты в ходе судебного разбирательства меняли стороны.

### Для судей
Первый моральный кодекс для судей был принят Американской ассоциацией юристов в 1924 году и состоял из 34 канонов.
Требования к моральному облику судьи выше, чем к адвокату (адвокат рассматривается лишь как линия связи между человеком и судебной системой, а судья, среди прочего, является одним из символов этой системы), поэтому требование о соблюдении не только этичного поведения, но и его видимости в кодексе для судей сохранилось (в каноне 2) после удаления его из кодекса для адвокатов, и язык его существенно отличается:
- используется (с 1989 года) англ. shall (требование) вместо более мягкого англ. should;
- судья, в отличие от адвоката, должен избегать видимости неподобающего поведения во всей своей жизни, а не только в суде: комментарии к канону 2(А) явно отмечают, что запрет «относится как к профессиональному, так и к личному поведению судьи».

«Видимость» трактуется американскими судами как впечатление рассудительного (англ. reasonable) человека: мнение неосведомлённого или ошибочно информированного человека не принимается во внимание.

### Для прокуроров
Прокурор в глазах публики занимает промежуточное положение между адвокатами и судьями. С одной стороны, подобно адвокату, он защищает интересы своего «клиента»: государства и общества. С другой стороны, в отличие от адвоката, прокурор обязан ставить соблюдение справедливости выше интересов «своей» стороны. Обладая громадной властью (возможно, наибольшей во всей судебной системе), он, подобно судье, является символической фигурой законности. На этом основании Р. Флауэрс предложила в 1998 году ввести стандарт поведения для прокуроров, аналогичный запрету видимости неподобающего поведения для судей.